# 和平街道 (湘潭市)
和平街道是中华人民共和国湖南省湘潭市雨湖区下辖的一个街道办事处。

## 行政区划
和平街道下辖以下村级行政区划单位：
吉利社区、杉山社区、科大社区、乐塘社区、石码村。